# Jesper Roesen
Jesper Roesen (2 de mayo de 1975) es un deportista danés que compitió en taekwondo. Ganó dos medallas en el Campeonato Mundial de Taekwondo, en los años 1999 y 2001, y tres medallas en el Campeonato Europeo de Taekwondo entre los años 1996 y 2005.

## Palmarés internacional
| Campeonato Mundial | Campeonato Mundial       | Campeonato Mundial | Campeonato Mundial |
| Año                | Lugar                    | Medalla            | Categoría          |
| ------------------ | ------------------------ | ------------------ | ------------------ |
| 1999               | Edmonton (Canadá)        | Medalla de plata   | –67 kg             |
| 2001               | Jeju (Corea del Sur)     | Medalla de plata   | –72 kg             |
| Campeonato Europeo |                          |                    |                    |
| Año                | Lugar                    | Medalla            | Categoría          |
| 1996               | Helsinki (Finlandia)     | Medalla de oro     | –64 kg             |
| 1998               | Eindhoven (Países Bajos) | Medalla de oro     | –67 kg             |
| 2005               | Riga (Letonia)           | Medalla de oro     | –72 kg             |